# Мемоари Шерлока Холмса
Мемоари Шерлока Холмса (енгл. The Memoirs of Sherlock Holmes) је збирка приповедака које је написао Артур Конан Дојл, први пут објављена 1893. године. Први пут је објављена у Великој Британији, а у САД је објављена од у фебруару 1894. године. Била је то друга збирка прича са детективом Шерлоком Холмсом, после Авантура Шерлока Холмса. Као и њу, илустровао ју је Сидни Паџет.
Дванаест прича је првобитно објављивано у часопису The Strand Magazine од децембра 1892. до децембра 1893. као Авантуре број 13 до 24. На пример, „Последњи проблем” је објављен под поднасловом „XXIV.—Авантура последњег проблема”.
Дојл је утврдио да ће ово бити последње приче о Холмсу и намеравао је да убије овог лик у „Последњем проблему”. Потражња читалаца га је подстакла да напише још један роман о Холмсу 1901. године, Баскервилски пас, смештен пре „Последњег проблема”. Наредне године започео је нову серију, Повратак Шерлока Холмса, која је смештена након „Последњег проблема”, и у којој се открива да је Холмс заправо преживео.

### Изостављања „Картонске кутије”
Прво лондонско издање Мемоара из 1894. није укључивало приповетку „Картонска кутија”, иако се свих дванаест прича појавило у часопису Strand. Прво америчко издање укључивало је причу, али је врло брзо замењено ревидираним издањем које ју је изоставило.
Разлози за потискивање су нејасни. У Британији је прича очигледно уклоњена на Дојлов захтев јер је укључивала прељубу и стога није била прикладна за млађе читаоце. Ово је такође могао бити разлог за брзо уклањање приче из америчког издања, а неки извори наводе да су издавачи веровали да је прича превише скандалозна за америчку јавност.
Као резултат тога, ова прича није поново објављивана у САД све до много година касније, када је додата у Његов последњи подвиг. Чак и данас, већина америчких издања укључује је уз Његов последњи подвиг, док већина британских издања чува причу на свом оригиналном месту у Мемоарима Шерлока Холмса.
Поред тога, када је прича уклоњена из Мемоара, њене почетне странице, где Холмс опонаша Дипена, пренете су на почетак приповетке „Стални пацијент”. У неким каснијим америчким издањима Мемоара, која још увек изостављају „Картонску кутију”, овај пренос се и даље појављује.

## Адаптације
Неколико серија укључивало је адаптације свих или скоро свих прича из Мемоара Шерлока Холмса. Све приче у збирци адаптиране су као кратки филмови за филмски серијал Шерлок Холмс (1921–1923), и као део радио-серије Авантуре Шерлока Холмса (1930–1936). Све приче осим „Жутог лица” и „Последњег проблема” су драматизоване у радио-серији Нове авантуре Шерлока Холмса (1939–1950), и све осим „Жутог лица” и „Глорије Скот” су адаптиране за BBC радио-серију Шерлок Холмс из 1952–1969.
Осам прича је адаптирано као епизоде телевизијске серије Авантуре Шерлока Холмса (1984–1994). Само једна прича, „Картонска кутија”, адаптирана је за последњи део серије који је носио наслов Мемоари Шерлока Холмса. Све приче у колекцији су прилагођене за BBC Radio 4 као део радио серије Шерлок Холмс из 1989–1998, и све су прилагођене за радио-серију Класичне авантуре Шерлока Холмса (2005–2016). Појединачне приче укључене у збирку такође су прилагођене за разне друге продукције.